# Mountainbike-Hillclimb
Mountainbike-Hillclimb ist eine Disziplin im Mountainbikesport, bei der ausschließlich bergauf gefahren wird. Die Disziplin wird sowohl auf befestigten, wie auch auf unbefestigten Strecken durchgeführt. Es muss jedoch mindestens eine Reifenbreite von zwei Zoll am Rad montiert sein, zudem sind Rennradlenker verboten.
Die Disziplin ist nicht im Regelwerk des Radsport-Weltverbands UCI enthalten, aber in dem des Österreichischen Radsport-Verbands, der auch jährliche Österreichischen Meisterschaften in dieser Disziplin abhält. Nach dem Reglement soll die Strecke in der Elite mindestens 10 Kilometer und die Fahrzeit mindestens 50 Minuten betragen.